# Gran Premi d'Espanya del 2020
El Gran Premi d'Espanya del 2020 (oficialment anomenat Formula 1 Aramco Gran Premio de España 2020) va ser la sisena prova de la temporada 2020 de Fórmula 1. Va tenir lloc al Circuit de Barcelona-Catalunya, a Montmeló, Espanya, del 14 al 16 d'agost del 2020.

## Resultats

### Qualificació
| Pos.                     | No. | Pilot              | Constructor               | Temps    | Temps    | Temps    | Graella |
| Pos.                     | No. | Pilot              | Constructor               | Q1       | Q2       | Q3       | Graella |
| ------------------------ | --- | ------------------ | ------------------------- | -------- | -------- | -------- | ------- |
| 1                        | 44  | Lewis Hamilton     | Mercedes                  | 1:16.872 | 1:16.013 | 1:15.584 | 1       |
| 2                        | 77  | Valtteri Bottas    | Mercedes                  | 1:17.243 | 1:16.152 | 1:15.643 | 2       |
| 3                        | 33  | Max Verstappen     | Red Bull Racing-Honda     | 1:17.213 | 1:16.518 | 1:16.292 | 3       |
| 4                        | 11  | Sergio Pérez       | Racing Point-BWT Mercedes | 1:17.117 | 1:16.936 | 1:16.482 | 4       |
| 5                        | 18  | Lance Stroll       | Racing Point-BWT Mercedes | 1:17.316 | 1:16.666 | 1:16.589 | 5       |
| 6                        | 23  | Alexander Albon    | Red Bull Racing-Honda     | 1:17.419 | 1:17.163 | 1:17.029 | 6       |
| 7                        | 55  | Carlos Sainz       | McLaren-Renault           | 1:17.438 | 1:16.876 | 1:17.044 | 7       |
| 8                        | 4   | Lando Norris       | McLaren-Renault           | 1:17.577 | 1:17.166 | 1:17.084 | 8       |
| 9                        | 16  | Charles Leclerc    | Ferrari                   | 1:17.256 | 1:16.953 | 1:17.087 | 9       |
| 10                       | 10  | Pierre Gasly       | AlphaTauri-Honda          | 1:17.356 | 1:16.800 | 1:17.136 | 10      |
| 11                       | 5   | Sebastian Vettel   | Ferrari                   | 1:17.573 | 1:17.168 | N/A      | 11      |
| 12                       | 26  | Daniil Kvyat       | AlphaTauri-Honda          | 1:17.676 | 1:17.192 | N/A      | 12      |
| 13                       | 3   | Daniel Ricciardo   | Renault                   | 1:17.667 | 1:17.198 | N/A      | 13      |
| 14                       | 7   | Kimi Räikkönen     | Alfa Romeo Racing-Ferrari | 1:17.797 | 1:17.386 | N/A      | 14      |
| 15                       | 31  | Esteban Ocon       | Renault                   | 1:17.765 | 1:17.567 | N/A      | 15      |
| 16                       | 20  | Kevin Magnussen    | Haas-Ferrari              | 1:17.908 | N/A      | N/A      | 16      |
| 17                       | 8   | Romain Grosjean    | Haas-Ferrari              | 1:18.089 | N/A      | N/A      | 17      |
| 18                       | 63  | George Russell     | Williams-Mercedes         | 1:18.099 | N/A      | N/A      | 18      |
| 19                       | 6   | Nicholas Latifi    | Williams-Mercedes         | 1:18.532 | N/A      | N/A      | 19      |
| 20                       | 99  | Antonio Giovinazzi | Alfa Romeo Racing-Ferrari | 1:18.697 | N/A      | N/A      | 20      |
| Temps del 107%: 1:22.253 |     |                    |                           |          |          |          |         |
| Font:                    |     |                    |                           |          |          |          |         |

### Cursa
| Pos.                                                           | No. | Pilot              | Constructor               | Voltes | Temps       | Graella | Punts |
| -------------------------------------------------------------- | --- | ------------------ | ------------------------- | ------ | ----------- | ------- | ----- |
| 1                                                              | 44  | Lewis Hamilton     | Mercedes                  | 66     | 1:31:45.279 | 1       | 25    |
| 2                                                              | 33  | Max Verstappen     | Red Bull Racing-Honda     | 66     | +24.177     | 3       | 18    |
| 3                                                              | 77  | Valtteri Bottas    | Mercedes                  | 66     | +44.752     | 2       | 162   |
| 4                                                              | 18  | Lance Stroll       | Racing Point-BWT Mercedes | 65     | +1 lap      | 5       | 12    |
| 5                                                              | 11  | Sergio Pérez       | Racing Point-BWT Mercedes | 65     | +1 lap3     | 4       | 10    |
| 6                                                              | 55  | Carlos Sainz       | McLaren-Renault           | 65     | +1 lap      | 7       | 8     |
| 7                                                              | 5   | Sebastian Vettel   | Ferrari                   | 65     | +1 lap      | 11      | 6     |
| 8                                                              | 23  | Alexander Albon    | Red Bull Racing-Honda     | 65     | +1 lap      | 6       | 4     |
| 9                                                              | 10  | Pierre Gasly       | AlphaTauri-Honda          | 65     | +1 lap      | 10      | 2     |
| 10                                                             | 4   | Lando Norris       | McLaren-Renault           | 65     | +1 lap      | 8       | 1     |
| 11                                                             | 3   | Daniel Ricciardo   | Renault                   | 65     | +1 lap      | 13      |       |
| 12                                                             | 26  | Daniil Kvyat       | AlphaTauri-Honda          | 65     | +1 lap4     | 12      |       |
| 13                                                             | 31  | Esteban Ocon       | Renault                   | 65     | +1 lap      | 15      |       |
| 14                                                             | 7   | Kimi Räikkönen     | Alfa Romeo Racing-Ferrari | 65     | +1 lap      | 14      |       |
| 15                                                             | 20  | Kevin Magnussen    | Haas-Ferrari              | 65     | +1 lap      | 16      |       |
| 16                                                             | 99  | Antonio Giovinazzi | Alfa Romeo Racing-Ferrari | 65     | +1 lap      | 20      |       |
| 17                                                             | 63  | George Russell     | Williams-Mercedes         | 65     | +1 lap      | 18      |       |
| 18                                                             | 6   | Nicholas Latifi    | Williams-Mercedes         | 64     | +2 laps     | 19      |       |
| 19                                                             | 8   | Romain Grosjean    | Haas-Ferrari              | 64     | +2 laps     | 17      |       |
| Ret                                                            | 16  | Charles Leclerc    | Ferrari                   | 38     | Electronics | 9       |       |
| Volta ràpida: Valtteri Bottas (Mercedes) – 1:18.183 (volta 66) |     |                    |                           |        |             |         |       |
| Font:                                                          |     |                    |                           |        |             |         |       |

Notes
- ^1  – La classificació està subjecta a recursos presentats davant la Cort Internacional d'Apel·lació, relacionats amb l'ús de conductes de fre de Racing Point, el desenvolupament de la qual contraria la normativa esportiva.
- ^2  – Inclou un punt per la volta ràpida.
- ^3  – Sergio Pérez va acabar quart a la pista, però va rebre una penalització de cinc segons per ignorar banderes blaves.
- ^4  – Daniil Kvyat va rebre una penalització de cinc segons per ignorar banderes blaves.

## Classificació del campionat després de la cursa
| Pos.  | Pilot           | Punts |
| ----- | --------------- | ----- |
| 1     | Lewis Hamilton  | 132   |
| 2     | Max Verstappen  | 95    |
| 3     | Valtteri Bottas | 89    |
| 4     | Charles Leclerc | 45    |
| 5     | Lance Stroll    | 40    |
| Font: |                 |       |

| Pos.  | Constructor               | Punts |
| ----- | ------------------------- | ----- |
| 1     | Mercedes                  | 221   |
| 2     | Red Bull Racing-Honda     | 135   |
| 3     | Racing Point-BWT Mercedes | 63    |
| 4     | McLaren-Renault           | 62    |
| 5     | Ferrari                   | 61    |
| Font: |                           |       |

- Nota: Només s'inclouen les cinc primeres posicions en les dues classificacions.